# Weisman Art Museum
Pour les articles homonymes, voir Weisman.
Le Frederick Weisman Art Museum est un musée d'art de l'Université du Minnesota à Minneapolis aux États-Unis fondé en 1934. L'actuel bâtiment design du célèbre architecte canadien Frank Gehry a été inauguré en 1993.

## Collections
Ce musée est un des plus importants bâtiments du campus, situé sur une falaise qui surplombe le fleuve Mississippi.
- Peinture : Romare Bearden, Simona Ertan.